# منطقه تاکاایچی، نارا

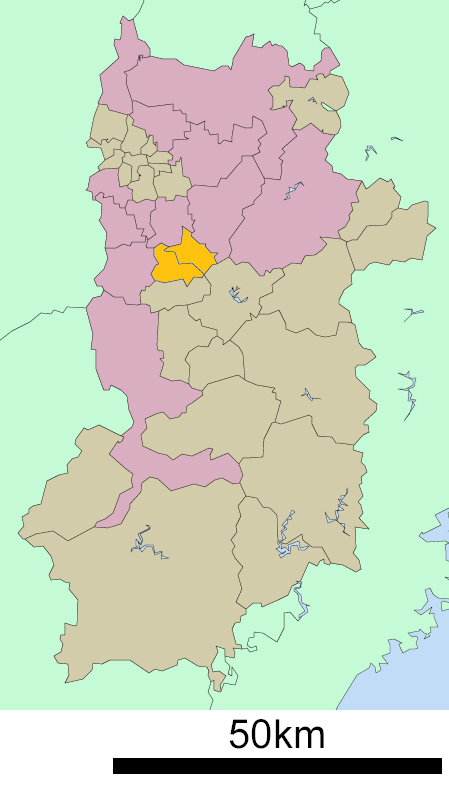
نقشه

منطقه تاکاایچی، نارا (به ژاپنی: T高市郡, Takaichi-gun)، یکی از شهرستان‌های ژاپن است که در استان نارا در ژاپن واقع شده است.